# Hans Nordrup
Hans Nordrup (født i 1681 på Nordrup præstegård ved Ringsted, død 1750 i Toreby) var en dansk digter og præst, der særligt er kendt for de anonyme smædevers, han skrev om højtstående personer, da han i sin ungdom opholdt sig København.

## Tidlige liv og uddannelse
Hans Nordrup er søn af præsten Hans Sigvardsen og Anne Thomæ Datter i 1681. Da Nordrup var ni år gammel, døde hans far, og hans mor giftede sig aldrig igen. Moderen sørgede for, at han fik en skolegang, der sikrede, at han i 1700 blev student fra Ringsted Latinskole. Herefter blev han optaget på København Universitet og havde resistens på Elers' Kollegium. Nordrup klarede sig godt på universitetet og blev i sin samtid kaldt for et "Under", og og han afsluttede i 1705 sin teologiske eksamen med højeste karakter - Laudabilis.

### Kontroverser med Københavns Universitet
I løbet af sin uddannelse blev Nordrup indblandet i en række uheldige sager, der endte hos Konsistorium, universitets ledelse, som havde domstolslignende beføjelser. I 1704 blev han idømt to dages fængsel for upassende opførsel under en disputats i Regenskirken. Og i 1706 blev han arresteret af politimester Ole Rømer for mistanke om papisme. Her blev han endnu en gang stillet for Konsistorium, men slap dog med en advarsel. Disse sager gjorde det vanskeligt for Nordrup at få et gejstligt embede. Christian Worm, biskop af Sjælland, sagde endda åbent, at han efter bedste evne ville forhindre Nordrup i at tjene gejstligt.

## Præsten Nordrup
Efter mange år og tre fejlslagne ansøgninger om et gejstligt embede, fik Nordrup i 1726 sin fars gamle embede i Nordrup-Farendløse, efter at have vundet admiral C. C. Gabels gunst. Han havde i 1720 købt et gods i Nordrup sogn.

## Forfatterskab og systemkritik
Det var i særdeleshed Nordrups kontroverser med Københavns Universitet og hans vanskeligheder med at få tildelt et gejstligt embede, der influerede hans forfatterskab. Nordrup skrev især smædedigte og paskviller, der kritiserede magthaverne eller samfundsstrukturer. Smædedigte var i henhold til Censurforordningen af 1667 og Danske Lov ulovlige, så alle Nordrups smædevers var anonymiserede og håndskrevne.
Efter at Ole Rømer havde arresteret Nordrup, skrev han et kort smædedigt om Rømer, som han sømmede op på Rømers dør. Digtet er navngivet "Paa Estatz Raad og Poletie Mister Ole Rømers Port" og går således:
"Tit Poli-Mæster! tit; du har jo lært at titte,
Og see et Himmel Tegn mit i din Konis F.
Tag Poli Høyden med din gamle Grade-Stok,
Og Hæng i Tøyet op, din Dolke-Oddet Kok.|Hans Nordrup, 1706" 
Denne meget farverige paskvil, der anfægter Rømers sædelighed, er et godt eksempel på, hvordan smædeversdigtere under enevælden benyttede sig af det offentlige rum, som symbolsk understøttelse af deres digtes indhold. For ved at sømme det op på ofrets dør, udstillede Nordrup det private (seksualiteten) på et sted, der var både privat og offentligt, og dermed lagde han Rømers private laster offentligt frem. At digtet er skrevet i høj stil på aleksandrinere understreger Nordrups høje dannelse og litterære kendskab og er en parodi på den hyldestdigtning, der under enevælden fungerede som middel til at opnå den hyldedes gunst.
Med tiden flyttede Nordrups smædevers sig væk fra blot personkritik og hen i en retning af bredere systemkritik, hvilket de første par verslinjer af digtet "Supplique til Geihimeråd Ditlev Wibe" fra 1715 bevidner om:
"Gid Djævlen flaae Patroner!
De Hjælper allerbedst
Paa Deres Hofcarogner
Dem smør De paa en Præst.| Hans Nordrup, 1715" 
Digtet er en kritik af 1700-tallets patronatinstitution, der fungerede sådan, at hvis man ønskede sig et gejstligt embede, måtte man indynde sig hos de godsejere, der havde beføjelser til at uddele sådanne embeder i deres tilknyttede sogne. Vejen til at vinde godsejernes gunst kunne være ved at have et godt navn og rygte, eller, såfremt man ikke havde det, ved at betale sig til det eller skrive de omtalte hyldestdigte.

## Udgivne værker
- Den flyvende Mercurius (1702-1705)
- Paa Estatz Raad og Poletie Mister Ole Rømers Port (1706)
- Een Særdeeles Drøm som Pasquinus drømte i een Skov i Sielland (1706-1710)
- Supplique til Geheimeråd Ditlev Wibe (1715)
- [Høylig det er at beklage] (ukendt oprindelsesår)
- Aller ydmygst Suppliqve Om et Kald Til dend Høyædle og Velbaarne Juncher Klochetaarn (1717)
- Een Parfumered Suppliqve giort Til een Stoer Herre Lort (1717)
- Nye u-partisk Forhør og Krigs-Rætt Over En gammel Rytter ved det Amazoniske Regiment, Navnlig: Cupido (1717)
- Den Grædende Dina Over Den Skam-skaaren Sichem (1719)
- Pastor Norups Vers til Friderich den Vtes Salving den 4de Septembr: Anno 1747 (1747)